# ゾディアック (前衛芸術グループ)
ゾディアック（ZODIAC）は1977年～1978年に九州で活動した、若手の前衛芸術グループである。既成の美術団体に属さない九州出身の20代の若者が集まり結成された。九州派の活動が下火となり衰退傾向にあった九州の前衛アートに新風を吹き込もうとする狙いがあった。

## 概要
ゾディアック結成時に誰が集まったかは当事者も正確には記憶していない。伊藤マリ、小川幸一、木塚忠広、仙頭利通、田崎六郎、長谷川清、村上勝らが中心人物であったと考えられる。当時メンバーが出入りしていた東亜画廊近くの喫茶店で話し合いが持たれた。その時、新しい美術活動をすること、そして1年間に4回の企画展を打つことが決められた。グループ名については各自意見を出し合ったが、長谷川清が英語の辞書の最後に載っている'ZODIAC'はどうだろうと提案し、同意に至った。
当時の福岡の状況としては、九州派以降前衛アートが低迷化していたため、若手の登場には期待が寄せられた。バブル前の好景気も後押ししていた。アーティストの間では、美術評論家の針生一郎の呼び掛けでアーティストユニオンが結成されて、福岡では九州派の桜井孝身が若手を集め、ゾディアックの中でも村上勝と長谷川清が参加していた。
その後1年間で4回に及ぶ「ゾディアック展」を成功させるも、長谷川清の提案した次の展開(四国のグループとの交流展)にメンバーが乗らなかったため活動は終息した。

## ゾディアック展

### 第1回展
ゾディアックの4回展はオーバーヘッド展から始まる。期日は1977年4月11日～17日、会場は福岡の東亜画廊であった。メンバーは村上勝 (ウッドワーク)、長谷川清 (ピンワーク)、伊藤マリ (タブロー)、木塚忠広 (タブロー)、仙頭利通 (タブロー)、田崎六郎 (シルクスクリーン) であった。会期中に仙頭利通が西日本美術展で留学賞を受賞したこともあり、ゾディアックは注目を集めることとなった。

### 第2回展
「物⇔意識」というサブタイトルがついている。期日は1977年8月15日～21日、同じく東亜画廊で開催された。メンバーは田崎六郎(シルクスクリーン)、村上勝(タブロー)、仙頭利通(タブロー)、長谷川清(平面)、木塚忠広(タブロー)、伊藤マリ(タブロー)、小川幸一(シルクスクリーン)、首藤マヤ(タブロー)、井上善種(立体)であった。この時付属展として、同じメンバーでコラージュ展［エンギャラリー］も行われた。

### 第3回展「ZODIAC EXHIBITION」
期日は1977年12月20日～25日、会場は福岡市アートギャラリーであった。メンバーは伊藤マリ(タブロー)、井上彰(リトグラフ)、井上善種・小川幸一(シルクスクリーン)、木塚忠広(タブロー)、首藤マヤ(タブロー)、仙頭利通(タブロー)、田崎六郎(シルクスクリーン)、冨安大輔(フォトワーク)、長谷川清(平面)、村上勝(タブロー)です。
　当時の西日本新聞の記事には『新しさを模索、ゾディアック展』という表題で、「多様な表現方法と個性とエネルギーが渦巻いた第一回展に比べて、全体に静けさの感じられる会場になった。一つの方向がみつかりかけているのかもしれない」と書かれている。

### 第4回展「ゾディアック展」
期日は1978年4月8日～4月16日、会場は福岡市アートギャラリー、メンバーは田崎六郎(平面)、村上勝(平面・立体)、仙頭利通(タブロー)、長谷川清(平面)、木塚忠広(タブロー)、伊藤マリ(タブロー)、小川幸一(シルクスクリーン)、首藤マヤ(タブロー)、井上彰(リトグラフ)となっています。フクニチ新聞に『木塚忠広、私の平衡機』という表題の記事があるが、そこには「ゾディアックという、地元の若手作家が一年間に四回の予定で行ってきたグループ展の最終展から拾った。油彩、版画、立体作品と現代美術の幅の広がりを間近に見せてくれた。毎回、それぞれの作家が自作を前進させ、エネルギッシュな点でも大いに好感のもてるものである」とある。